# Boelhe

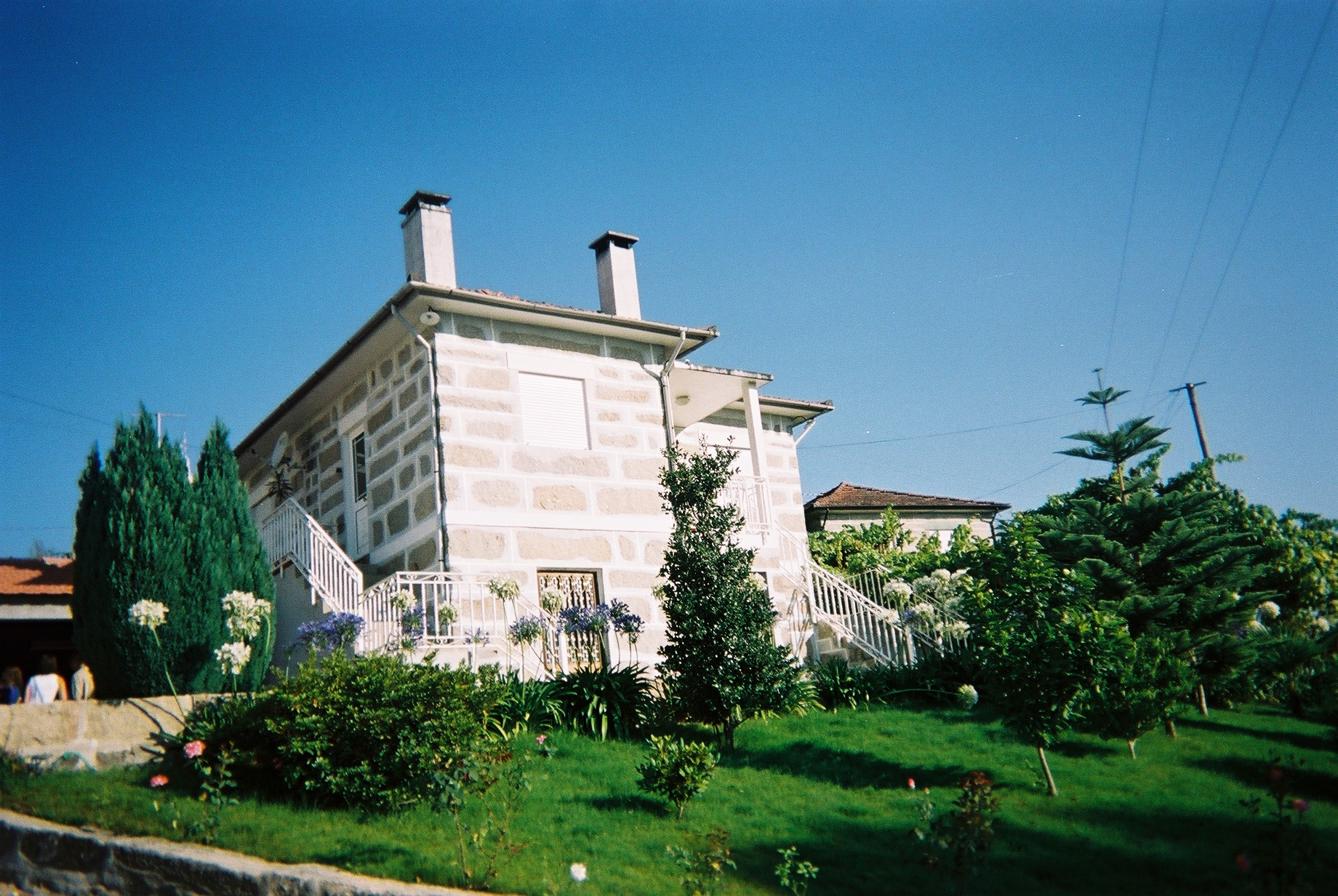

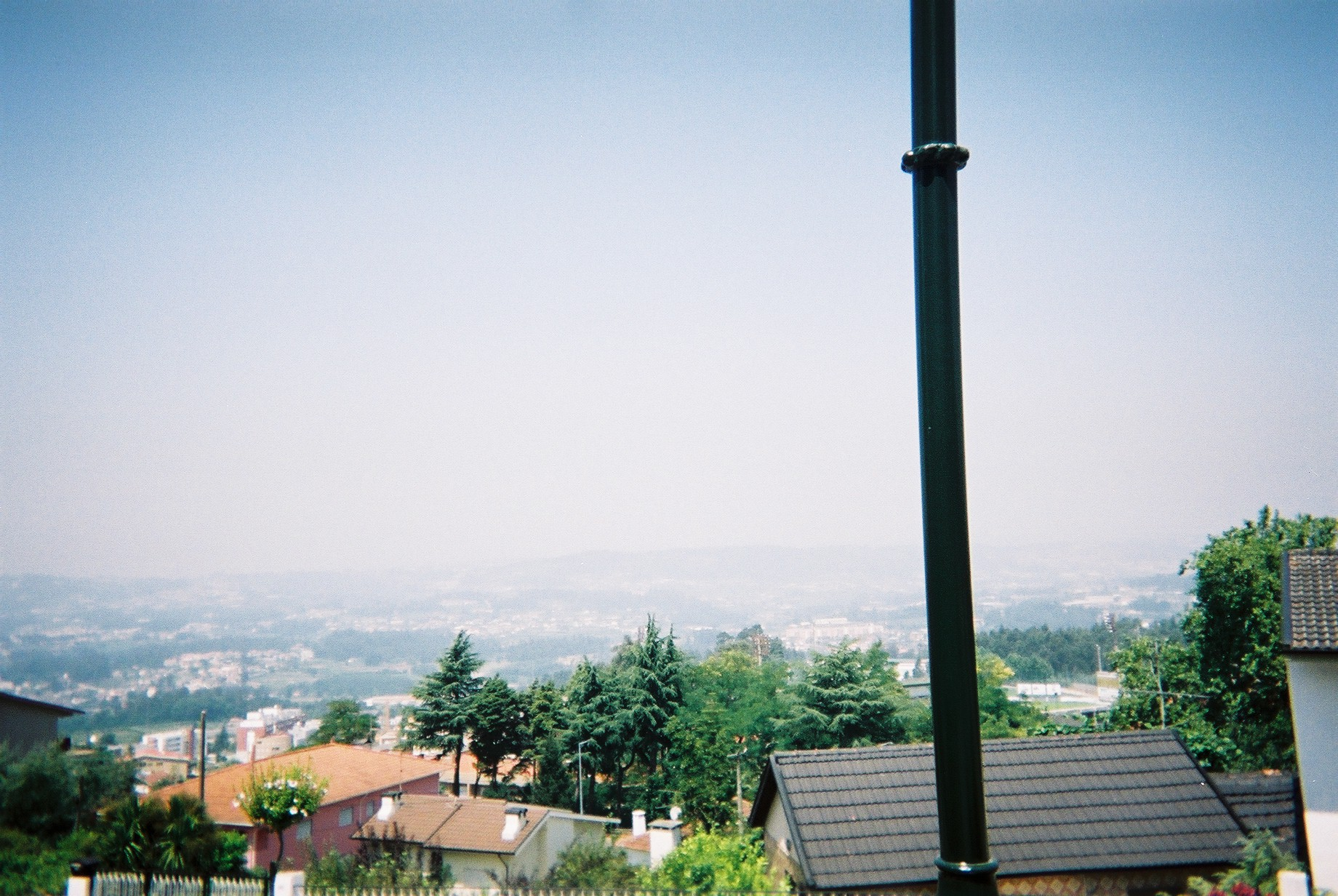
Uitzicht over Boelhe en haar omgeving

Boelhe is een freguesia (plaatsje) in de gemeente Penafiel in het Portugese district Porto.
Het plaatsje, gelegen boven op een berg op ongeveer 17 kilometer van Penafiel, heeft een totale oppervlakte van 4,83 km² en telde 1.843 inwoners in 2001, waarmee het een bevolkingsdichtheid had van 381,6 inwoners per km² (bron: Instituto Nacional de Estatistica).
Boelhe is bekend vanwege de bijzonder kleine, 12de-eeuwse "São Gens"-kerk. Hiervan wordt gezegd dat het de kleinste Romaanse kerk van Portugal is. Ieder jaar wordt in het laatste weekend van augustus een groots dorpsfeest gevierd ter ere van São Gens, de beschermheilige van het plaatsje en haar kerk.